# Tesauro

Tesauro.

Un tesauro es una lista de palabras o términos empleados para representar  conceptos.
Proviene del latín thesaurus ('tesoro'), y este a su vez del griego clásico thēsaurós (θησαυρός, 'almacén', 'tesorería'). Es utilizado en literatura como thesaurus, thesauri o tesoro para referirse a los diccionarios, como por ejemplo el
Tesoro de la lengua castellana o española de Sebastián de Covarrubias, de 1611.
Adquiere al menos dos significados relacionados, en el campo de la literatura y en el campo de la biblioteconomía o ciencias de la información.
En cuanto a lo jurídico, se utilizan bases de datos que se enfocan en construir sistemas de búsqueda, de ordenar contenidos y generar instrumentos lingüísticos, todo esto en relación y apoyo directo por tesauros.
Estos se conceptualizan como un sistema con el cual se busca la clasificación y ordenación de textos y documentos, siguiendo parámetros de jerarquía, inclusión y orden. En cuanto esto, el tesauro opera en tres niveles:
- Identificando nociones jurídicas que se soliciten, con descriptores adecuados.
- Utilizando términos sinónimos o parecidos en cuanto a las solicitudes.
- Excluye nociones redundantes, no trascendentes.

## Historia

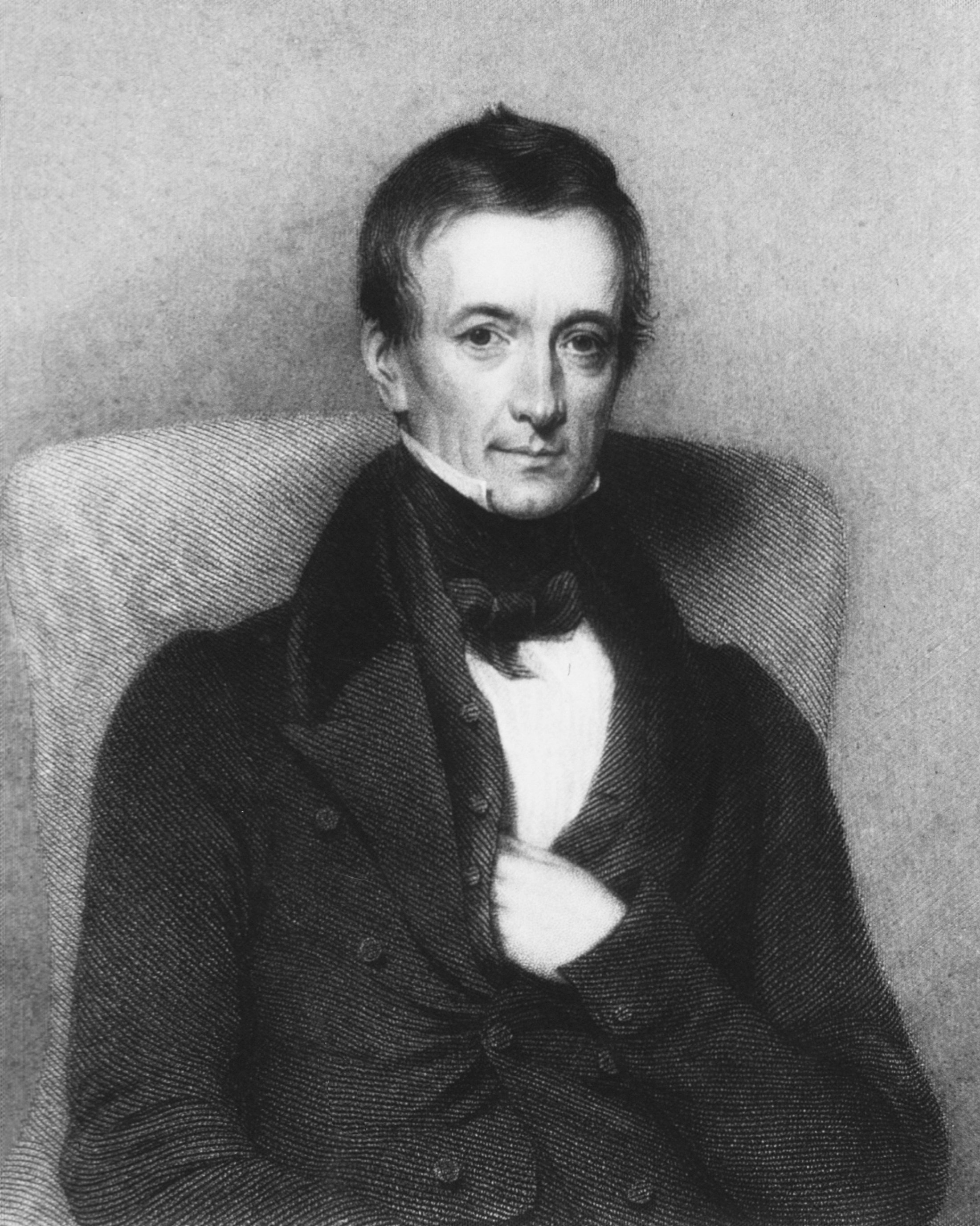
Peter Mark Roget, autor del Tesauro de Roget

En la antigüedad, Filón de Biblos fue el autor del primer texto que ahora podría llamarse tesauro. En sánscrito, el Amarakosha es un tesauro en forma de verso, escrito en el siglo IV.
El estudio de los sinónimos se convirtió en un tema importante en la filosofía del siglo XVIII, y Condillac escribió, pero nunca publicó, un diccionario de sinónimos.
Algunos de los primeros diccionarios de sinónimos son:
- John Wilkins, An Essay Towards a Real Character, and a Philosophical Language y Alphabetical Dictionary (1668) son una "enumeración y descripción regular de todas aquellas cosas y nociones a las que hay que asignar nombres". No son explícitamente diccionarios de sinónimos -de hecho, ni siquiera utilizan la palabra "sinónimo"- pero sí agrupan sinónimos.[3][4][5]
- Gabriel Girard (sacerdote), La Justesse de la langue françoise, ou les différentes significations des mots qui passent pour synonymes (1718)[6]
- John Trusler, The Difference between Words esteemed Synonyms, in the English Language; and the proper choice of them determined (1766).[7]
- Hester Lynch Piozzi, Sinonimia británica (1794)[8]
- James Leslie, Dictionary of the Synonymous Words and Technical Terms in the English Language (1806).[9]
- George Crabb (escritor), English Synonyms Explained (1818).[10]

Roget's Thesaurus, compilado por primera vez en 1805 por Peter Mark Roget y publicado en 1852, sigue la ordenación semántica de John Wilkins de 1668. A diferencia de los diccionarios de sinónimos anteriores, no incluye definiciones ni pretende ayudar al usuario a elegir entre los sinónimos. Se imprime ininterrumpidamente desde 1852 y sigue siendo muy utilizado en todo el mundo angloparlante. Roget describió su tesauro en el prólogo de la primera edición:

Hace ya casi cincuenta años que proyecté por primera vez un sistema de clasificación verbal similar al que sirve de base a la presente obra. Concibiendo que tal compilación podría ayudar a suplir mis propias deficiencias, en el año 1805 completé un catálogo clasificado de palabras a pequeña escala, pero sobre el mismo principio, y casi en la misma forma, que el Tesauro ahora publicado.

## En biblioteconomía y ciencias de la información
Un tesauro es un sistema de organización del conocimiento  compuesto por un vocabulario controlado, una estructura de relaciones semánticas de equivalencia, jerarquía y asociación, un orden sistemático, una sintaxis poscoordinada y una cobertura limitada a un dominio determinado. Se aplica en la organización y recuperación del conocimiento registrado en bases de datos bibliográficas, bibliotecas virtuales, portales web, etc.
El conocimiento se organiza con miras a efectuar una normalización terminológica que permita mejorar el canal de acceso y comunicación entre los usuarios y las unidades de información (como bibliotecas, archivos o centros de documentación). El primer tesauro del idioma inglés, publicado en 1852, fue compilado por Peter Mark Roget, con la función, según su autor, además de ayudar al escritor a encontrar la palabra que exprese mejor su pensamiento, también estimular su intelecto y sugerirle palabras o ideas relacionadas. El Tesauro posee un signo de representación lingüístico, un vocabulario controlado y una sintaxis poscoordinada. Aunque en la práctica tradicional se habla de unitérminos, en la actualidad se ha efectuado grandes variaciones dando incorporación a términos o descriptores compuestos, es decir, descriptores que se componen de dos o más palabras.
Se refiere a un léxico de términos ordenados alfabéticamente que comprende el vocabulario especializado de una disciplina académica o campo de estudio, que muestra las relaciones lógicas y semánticas entre los términos, particularmente una lista de encabezados de materias o descriptores utilizados como términos preferidos para indexar la literatura del campo.
Los términos que conforman el tesauro se interrelacionan entre ellos bajo tres modalidades de relación:
1. Relaciones jerárquicas: Establecen subdivisiones que generalmente reflejan estructuras de TODO/Parte.
2. Relaciones de equivalencia: Controlan la sinonimia, homonimia, antonimia y polisemia entre los términos.
3. Relaciones asociativas: Mejoran las estrategias de recuperación y ayudan a reducir la polijerarquía entre los términos.

Es un intermediario entre el lenguaje que encontramos en los documentos (lenguaje natural) y el que emplean los especialistas de un determinado campo del saber (lenguaje controlado). Aunque los incluye, las entradas de un tesauro no deben ser consideradas solo como una lista de sinónimos.

## Contenido
En líneas generales, un tesauro comprende lo siguiente:
- Una lista de términos preferentes, ordenados en forma alfabética, temática y jerárquica.
- Una lista de sinónimos de esos términos preferentes, llamados descriptores, con la leyenda «úsese (término preferente)» o una indicación similar.
- Una jerarquía o relaciones entre los términos. Esto se expresa con la identificación de «términos más generales» y «términos más específicos».
- Las definiciones de los términos, en caso de ambigüedad, para facilitar la selección de los mismos por parte del usuario
- Y un conjunto de reglas para usar el tesauro.

Se puede establecer una profundidad de la jerarquía, indicado por niveles de importancia de los niveles preferidos. A mayor profundidad, mayor especificidad.

## Descriptores
Un descriptor es cada uno de los términos o expresiones escogidos entre un conjunto de sinónimos o cuasisinónimos para representar (en calidad de término preferente) generalmente de manera unívoca, un concepto susceptible de aparecer con cierta frecuencia en los documentos indizables, y en las consultas que se realicen. El descriptor corresponde normalmente a la etiqueta de un concepto, y es la unidad mínima de significado que integra un tesauro o una lista de descriptores. Suele acompañarse de una nota de alcance o, menos usualmente, de una definición en los casos que el mero registro del término puede provocar problemas de ambigüedad en su interpretación. El descriptor es el término por el cual efectivamente se indizará (por eso se llama también término de indización), y por el cual se recuperarán los documentos referidos a su temática.

## Organización

### Conceptual
El tesauro original de Roget estaba organizado en 1000 cabezas conceptuales (por ejemplo, 806 Deuda) organizadas en una taxonomía de cuatro niveles. Por ejemplo, deuda se clasifica en V.ii.iv:
Clase cinco, Volición: el ejercicio de la voluntad
División dos: Volición social
Sección 4: Relaciones posesorias
Subsección 4: Relaciones pecuniarias.
Cada epígrafe incluye sinónimos directos: Deuda, obligación, responsabilidad, ...; conceptos relacionados: interés, usanza, usura; personas relacionadas: deudor, deudor, ... moroso (808); verbos: estar en deuda, deber, ... ver pedir prestado (788); frases: correr una factura o cuenta, ...; y adjetivos: en deuda, endeudado, debiendo, .... Los números entre paréntesis son referencias cruzadas a otras cabezas.
El libro comienza con una Sinopsis Tabular de Categorías que establece la jerarquía, luego el cuerpo principal del tesauro enumerado por Cabeza, y después un índice alfabético que enumera las diferentes Cabezas bajo las que se puede encontrar una palabra: "Obligado", "sujeto a", 177; "deuda", 806; "deber", 926.
Algunas versiones recientes han mantenido la misma organización, aunque a menudo con más detalles bajo cada Cabeza. Otras han realizado cambios modestos, como la eliminación de la taxonomía de cuatro niveles y la adición de nuevas cabezas: una tiene 1075 Cabezas en quince Clases.
Algunos tesauros no ingleses también han adoptado este modelo.
Además de su organización taxonómica, el Tesauro histórico del inglés (2009) incluye la fecha en que cada palabra pasó a tener un significado determinado. Tiene el novedoso y único objetivo de "trazar el desarrollo semántico del enorme y variado vocabulario del inglés".
Los diferentes sentidos de una palabra se enumeran por separado. Por ejemplo, tres sentidos diferentes de "deuda" aparecen en tres lugares distintos de la taxonomía:

#### Una suma de dinero que se debe; una responsabilidad u obligación de pago
Sociedad
Comercio y finanzas
Gestión del dinero
Insolvencia
Endeudamiento [sustantivo]

#### Una deuda inmaterial; una obligación de hacer algo
Sociedad
Moralidad
Deber u obligación
[sustantivo]

#### Una ofensa que requiere expiación (figurativa, bíblica)
Sociedad
Fe
Aspectos de la fe
Espiritualidad
El pecado
[sustantivo]
instancia

### Alfabético
Otros tesauros y diccionarios de sinónimos están organizados alfabéticamente.
La mayoría repite la lista de sinónimos debajo de cada palabra.
Algunos designan una entrada principal para cada concepto y la cruzan.
Un tercer sistema intercala palabras y epígrafes conceptuales. El Diccionario del Tesauro de Francis March da para responsabilidad: CONTINGENCIA, CRÉDITO-DEUDA, DEBER-DERECHO, LIBERTAD-SUJECIÓN, DINERO, cada uno de los cuales es un encabezamiento conceptual. El artículo CREDIT-DEBT tiene múltiples subtítulos, incluyendo sustantivos de agente, verbos, expresiones verbales, etc.. Bajo cada uno de ellos se enumeran sinónimos con breves definiciones, por ejemplo. "Crédito". Transferencia de propiedad bajo promesa de pago futuro". Los epígrafes conceptuales no están organizados en una taxonomía.
El libro de Benjamin Lafaye Synonymes français (1841) está organizado en torno a familias de sinónimos (por ejemplo logis, logement), y su Dictionnaire des synonymes de la langue française (1858) es mayoritariamente alfabético, pero también incluye una sección de sinónimos morfológicamente relacionados, que está organizada por prefijo, sufijo o construcción.

### Sentidos contrastados
Antes de Roget, la mayoría de los tesauros y diccionarios de sinónimos incluían discusiones sobre las diferencias entre los cuasi-sinónimos, al igual que algunos modernos.
El Merriam-Webster's Dictionary of Synonyms es un diccionario independiente de sinónimos en inglés moderno que sí analiza las diferencias. Además, muchos diccionarios de inglés general incluyen notas de sinónimos.
Varios diccionarios modernos de sinónimos en francés se dedican principalmente a discutir las demarcaciones precisas entre los sinónimos.

### Elementos adicionales
Algunos incluyen definiciones breves.
Algunos dan frases ilustrativas.
Algunos incluyen listas de objetos dentro de la categoría (hipónimos), por ejemplo razas de perros.

## Ejemplo de uso de tesauro modificado
Se reproduce aquí parte de la sección alfabética de un tesauro impreso. Nótese que los términos preferidos están en mayúscula (en este caso, la palabra «AUTOMÓVIL»):
Auto: úsese Automóvil
Autómata
Automatismo
AUTOMÓVIL
Término más general: medios de transporte
Término(s) subordinado(s):
sedán
coupé
todo terreno
Bicicleta
Camión
Carro: úsese Automóvil
Coche: úsese Automóvil
Motocicleta
etc.
En la sección temática del tesauro, encontraremos agrupados los temas, habitualmente de lo más general a lo más específico:
Medios de transporte
Medios de transporte terrestre
Automóvil
sedán
coupé
todo terreno
Medios de transporte aéreo
Medios de transporte marítimo
Se debe tener en cuenta que los tesauros no tienen por qué ser completos, en el sentido de abarcar todo el conocimiento. Generalmente se limitan a un área temática específica, y desde un cierto ángulo en particular. Es así que existen innumerables tesauros específicos. Como ejemplo de estos, podemos citar el Tesauro de la Propiedad Industrial (en español), el MeSH o encabezamientos temáticos médicos (en lengua inglesa), y a Agrovoc (tesauro multilingüe de términos de agricultura).
En rigor de verdad, no es la función de un tesauro definir las palabras (esta función es propia del diccionario o el glosario). Sin embargo, muchos tesauros contienen definiciones de los términos que emplean, con el fin de que el usuario del tesauro no tenga dudas al seleccionar un término.
Se debe tener en cuenta que ha habido un gran cambio al aparecer la posibilidad de tesauros digitales, porque las jerarquías y las relaciones hacen que muchas limitaciones de los tesauros impresos hayan desaparecido. Por ejemplo, es posible buscar casi instantáneamente los términos de un tesauro usando un motor de búsqueda, o simplemente recorrer las jerarquías en línea, o también usar la función de «mapeo» al término preferido en forma automática, introduciendo el usuario el término en lenguaje natural, siendo el programa informático el que relaciona este término con la lista de términos preferidos, y realiza posteriormente la búsqueda en la base de datos empleando los términos preferidos.

## Obras de uso general
- Tesauro de la UNESCO (Lista controlada y estructurada de términos para el análisis temático y la búsqueda de documentos y publicaciones en los campos de la educación, cultura, ciencias naturales, ciencias sociales y humanas, comunicación e información. Continuamente ampliada y actualizada, su terminología multidisciplinaria refleja la evolución de los programas y actividades de la UNESCO).
- Thesaurus of English Words & Phrases (ed. P. Roget); ISBN 0-06-272037-6
- Webster's New World Thesaurus (ed. C. Laird); ISBN 0-671-51983-2
- Oxford American Desk Thesaurus (ed. C. Lindberg); ISBN 0-19-512674-2
- Random House Word Menu de Stephen Glazier; ISBN 0-679-40030-3, una inusual combinación de tesauro, diccionario y glosario

## Ejemplos de tesauros especializados
- DeCS - Descriptores en Ciencias de la Salud (BIREME)
- Evaluation Thesaurus (de . M. Scriven); ISBN 0-8039-4364-4
- Great Song Thesaurus (de R. Lax y F. Smith); ISBN 0-19-505408-3
- Thesaurus of Psychological Index Terms (APA); ISBN 1-55798-775-0
- Clinician's Thesaurus, (de E. Zuckerman); ISBN 1-57230-569-X
- Tesauro Agrario Multilingüe Agrovoc de la FAO:  y  (enlace roto disponible en Internet Archive; véase el historial, la primera versión y la última).
- Thesaurus for Graphic Materials
- Thesaurus of Musical Instruments